# Liste der Monuments historiques in Sainte-Ruffine
Die Liste der Monuments historiques in Sainte-Ruffine führt die Monuments historiques in der französischen Gemeinde Sainte-Ruffine auf.

## Liste der Bauwerke
| Bezeichnung     | Beschreibung                                              | Standort            | Kennzeichnung | Schutzstatus | Datum | Bild |
| --------------- | --------------------------------------------------------- | ------------------- | ------------- | ------------ | ----- | ---- |
| Château Buzelet | aus dem 18. Jahrhundert; mit Terrasse auf der Gartenseite | Grand-rue 19 (Lage) | PA00106993    | Classé       | 1981  |      |